# THE END (遠藤ミチロウのアルバム)
『THE END』（ジ・エンド）は、日本のシンガーソングライターである遠藤ミチロウの初のミニ・アルバム。
1985年3月30日に東芝EMIのイーストワールドレーベルよりリリースされた。前作『ベトナム伝説』（1984年）からおよそ1年ぶりにリリースされた作品であり、先行シングルとしてリリースされた「仰げば尊し」を除いて作詞および作曲、編曲はすべて遠藤が担当している。
ザ・スターリン解散後、初となる遠藤の作品。『ベトナム伝説』においてパンク・ロック調でカバーした「仰げば尊し」のリメイク版、自らが責任編集として発行したソノシート付きマガジン「ING'O」のタイトルを冠した楽曲、ピアノから始まるバラード曲、ザ・スターリン時代の未発表曲など4曲が収録されている。レコーディングにはザ・スターリンのメンバーからは小野昌之が参加した他、元プラスチックスの佐久間正英や、当時P-MODELとして活動していた平沢進など、テクノポップグループのメンバーが参加している。
本作品はザ・スターリン時代に在籍していた徳間ジャパンから東芝EMIに移籍してリリースされたが、遠藤はこの後キングレコードに移籍したため同レーベルでのリリースは本作のみとなった。

## 背景
アルバム『Fish Inn』（1984年）リリース後、12月31日に新宿ロフトで行われたライブにて、ボーカルの遠藤ミチロウからライブMCにて「スターリンはこれで終わりだ!」との発言があり、翌1985年1月15日に正式にザ・スターリンは解散宣言を行った。
同月、遠藤はレコード会社を東芝EMIに移籍し、1月末には本作のレコーディングを東芝EMIスタジオにて開始。2月1日には先行シングルとなる「仰げば尊し」をリリース。このシングルバージョンはカセットブック『ベトナム伝説』（1984年）およびB.Q.レコードよりリリースされたシングル盤とは異なり、佐久間正英編曲による軽快なアレンジが施されている。
2月21日にはザ・スターリンの解散記念ライブ「I was THE STALIN〜絶賛解散中〜」が大映スタジオにて開催され、2時間を超える演奏の後にザ・スターリンは解散した。

## 音楽性
芸術総合誌『ユリイカ9月臨時増刊号 総特集*遠藤ミチロウ1950-2019』においてライターの行川和彦は、佐久間正英や平沢進、そうる透、厚見麗などパンク・ロックとは無縁のミュージシャンが参加している事も含めて、本作以降から新生スターリンの解散までの約7年続く遠藤のバラエティに富んだ音楽活動を予告するような内容であると指摘した。
収録曲に関して行川は、「仰げば尊し」の英題「SCHOOL'S END」がアリス・クーパーの曲「スクールズ・アウト」（1972年）を想起させるとした上で「ポップにリメイク」されたと表現、「ING'O 7」では遠藤自身がスライドギターを演奏している事を指摘、「WATER SISTER」は「内省的に迫る静かな」曲であると表現、「THE STALIN」はセックス・ピストルズのアルバム『ザ・グレイト・ロックン・ロール・スウィンドル』（1979年）の収録曲「ザ・グレイト・ロックン・ロール・スウィンドル」に影響された曲調であり、同バンドのニヒリズムの流れを感じさせると表現した。

## リリース、チャート成績
本作は1985年3月30日に東芝EMIのイーストワールドレーベルより、LPにてリリースされた。本作はオリコンアルバムチャートにて最高位第88位の登場週数2回で売り上げ枚数は0.2万枚となった。
以降、長らく再リリースされずCD化されていなかったが、2003年10月24日に初CD化されいぬん堂よりリリースされた。

## 批評、影響
| 専門評論家によるレビュー | 専門評論家によるレビュー |
| レビュー・スコア         | レビュー・スコア         |
| 出典                     | 評価                     |
| ------------------------ | ------------------------ |
| CDジャーナル             | 肯定的                   |

- 音楽情報サイト『CDジャーナル』では、本作に収録された曲が様々なジャンルに跨っている事を指摘した上で、「本格的なソロ活動のプロローグにふさわしい一枚」と肯定的に評価した[7]。

- 2019年5月22日、5月27日には、同年4月25日に死去した遠藤の追悼番組として、本作のタイトルを使用した『THE END 0』がDOMMUNEにて各5時間、計10時間配信された[8]。同番組にはザ・スターリンに所属していた金子あつしや乾純の他、山崎春美、JOJO広重、吉田豪、掟ポルシェ、丸尾末広、高橋和也、タテタカコ、山本久土、大友良英、和合亮一、宮藤官九郎などが出演した[8]

## 収録曲

### 一覧
全作詞・作曲・編曲: 遠藤みちろう（特記除く）。
| #         | タイトル                     | 作詞・作曲 | 編曲       | 時間 |
| --------- | ---------------------------- | ---------- | ---------- | ---- |
| 1.        | 「SCHOOL'S END」(仰げば尊し) | 文部省唱歌 | 佐久間正英 | 4:12 |
| 2.        | 「ING'O 7」(インゴ セブン)   |            |            | 4:18 |
| 合計時間: | 合計時間:                    | 合計時間:  | 合計時間:  | 8:30 |

| #         | タイトル         | 作詞・作曲 | 編曲      | 時間  |
| --------- | ---------------- | ---------- | --------- | ----- |
| 3.        | 「WATER SISTER」 |            |           | 7:01  |
| 4.        | 「THE STALIN」   |            |           | 4:03  |
| 合計時間: | 合計時間:        | 合計時間:  | 合計時間: | 11:04 |

### 曲解説
1. SCHOOL'S END（仰げば尊し）
前作『ベトナム伝説』にてパンクロック調でカバーされた曲だが、さらにアレンジされテクノポップ調ともとれる軽快なアレンジとなった。
2. ING'O 7（インゴ セブン）
かつて発刊されていた、遠藤本人の責任編集によるソノシート付きマガジン、「ING'O」のタイトルが付けられた曲。
3. WATER SISTER
ザ・スターリン時代には全く聴かれなかった、ピアノの音色から始まるバラード曲。
4. THE STALIN
解散したばかりのバンド名が付けられた、パンクロック調の楽曲。元々はザ・スターリン時代の楽曲であり、未発表曲となっていた「ネヴァー・マインド・ザ・ボロッカス」という曲を再録音して収録している。元のバージョンはザ・スターリンのアルバム『STOP JAP NAKED』（2007年）に収録された。

## スタッフ・クレジット

### 参加ミュージシャン
- 厚見麗 - オルガン（1曲目）
- 伊集・和田・鈴木 - コーラス
- 遠藤ミチロウ - ボーカル、リズムギター（2、3曲目）、スライドギター（2曲目）、ピアノ（3曲目）
- ONO - リードギター、リズムギター、コーラス
- 加藤正文 - コーラス
- 河萩東魚 - ベース（2、3曲目）
- 小山幹夫 - コーラス
- 佐久間正英 - ベース（1、4曲目）、シンセサイザー（1曲目）
- 須ヶ崎英明 - コーラス
- そうる透 - ドラムス（2,3曲目）
- 平沢進 (P-MODEL) - シンセサイザー（2、3曲目）

### スタッフ
- 大里正毅 - アシスタント・エンジニア
- 奥村誠二 - レコーディング・エンジニア（2,3曲目）、リミックス・エンジニア
- 加藤正文 - プロデュース
- 熊谷陽 - ディレクション
- 斉藤陽一 - 写真
- 清水野征也 - アシスタント・エンジニア
- 西秀男 - レコーディング・エンジニア（1,4曲目）
- 藤枝俊量 - アシスタント・エンジニア（1.4曲目）

## リリース履歴
| No. | 日付           | レーベル                  | 規格 | 規格品番 | 最高順位 | 備考 |
| --- | -------------- | ------------------------- | ---- | -------- | -------- | ---- |
| 1   | 1985年3月30日  | 東芝EMI／イーストワールド | LP   | T14-1079 | 88位     |      |
| 2   | 2003年10月24日 | いぬん堂                  | CD   | WC-040   | -        |      |